# Schola Cantorum (Sint-Janskathedraal)
De Schola Cantorum 'Die Sangeren Onser Liever Vrouwen' is de schola cantorum van de Sint-Janskathedraal te 's-Hertogenbosch. Het koor dateert uit de middeleeuwen en werd in 1930 heropgericht.

## Middeleeuwen
Het oudste getuigenis van jongenskoorzang in de Sint-Jan is een testament uit 1274: een rijke Bosschenaar vermaakte destijds drie schellingen per jaar voor het zingen van missen door de jongens van de Latijnse school. Dankzij de oprichting van de Illustre Lieve Vrouwe Broederschap werd het culturele leven in het middeleeuwse 's-Hertogenbosch tot grote hoogte gebracht. Vele zangers werden aangetrokken om in de prachtige kapel wekelijks de misvieringen op te luisteren met missen en motetten van Franco-Vlaamse componisten als Josquin des Prez, Jean Mouton, Pierre de la Rue, Nicolaas Craen, Matthaeus Pipelare, Gheerkin de Hondt, Pierre Moulu en Adriaan Willaert.

## Verdere verloop
In 1629 ging de Sint-Jan, na inname van de stad door Frederik Hendrik, in gebruik genomen door de protestanten. Bijna twee eeuwen later, in 1811 kwam de kathedraal weer in katholieke handen. Een nieuw mannenkoor werd opgericht, maar de traditie van de jongenskoorzang was volledig verloren gegaan. Deze herleefde toen in 1930 een nieuwe jongensafdeling wordt opgericht door rector cantus Petrus de Bree. Na hem leidden Jan Heerkens en Alphons Knegtel achtereenvolgens de Schola. Onder leiding van directeur Frans van Amelsvoort groeide het koor uit tot een van de belangrijkste Nederlandse kerkkoren. In 1954 werd bij een conflict de in 1946 benoemde rector-cantor Hoes overgeplaatst. Van Amelsvoort nam ontslag waarna een groot deel van de jongens en heren eveneens opstapte. Floris van der Putt wist daarna de kathedrale zang opnieuw op te bouwen. In 1965 werd Maurice Pirenne de laatste priesterlijke rector cantus. Hij zou dit ambt 26 jaar lang bekleden. Onder hem maakte de Schola een muzikale bloeitijd door. Muziek uit de koorboeken van de Illustre Broederschap zoals de Missa Quam pulchra es van Noel Bauldeweyn maar ook moderne koorwerken van Matthieu Geelen, Huub ten Hacken en Pirenne zelf werden gezongen. Hoogtepunten uit deze periode waren het opnemen van drie lp's, de toekenning van de Jeroen Bosch penning van de stad 's-Hertogenbosch in 1974, het toekennen van de Albert Swane prijs in 1983 en het bezoek van Paus Johannes Paulus II aan de Sint-Jan in 1985. Daarnaast werd in 1972 een nieuwe afdeling opgericht: de Schola Puellarum, het meisjeskoor. 

## Jeroen Felix
In 1991 werd Pirenne opgevolgd door Pieter van Moergastel. Na diens overlijden in 1996 werd Jeroen Felix de achtste rector cantus van de moderne Schola. Onder zijn leiding kwamen tal van nieuwe composities op het repertoire, onder meer van sir David Willcocks en Howard Goodall.

## Discografie en bibliografie
De Schola Cantorum maakte drie langspeelplaten en enkele cd's. Tevens is  ter gelegenheid van het 75-jarig bestaan van het jongenskoor in 2005 het boek 'Koorzang in de Sint-Janskathedraal' verschenen. Het verhaalt onder meer over de uitgebreide geschiedenis van het koor sinds 1274.

### Rectores cantus vanaf 1929
| Petrus de Bree                   | 1929–1934  |
| Jan Heerkens                     | 1934–1939  |
| Alphons Knegtel                  | 1939–1946  |
| Frans van Amelsvoort (directeur) | 1941–1954  |
| Jan Hoes                         | 1946–1954  |
| Floris van der Putt              | 1954–1965  |
| Maurice Pirenne                  | 1965–1991  |
| Pieter van Moergastel            | 1991–1996  |
| Jeroen Felix                     | 1996–heden |